# Schubert (cratère mercurien)
Pour les articles homonymes, voir Schubert (homonymie).
Schubert est un cratère sur Mercure. 

## Présentation
Le cratère a été nommé d'après le compositeur autrichien Franz Schubert, par l'IAU en 1976.  
Son diamètre est de 190,71 km. Il se situe dans le quadrangle de Discovery (quadrangle H-11) de Mercure. 
Schubert a été rempli jusqu'à contenir des plaines lisses. Les cratères à proximité incluent Wergeland au nord, Nampeyo au nord-est et Bramante au sud-ouest. 

## Galerie

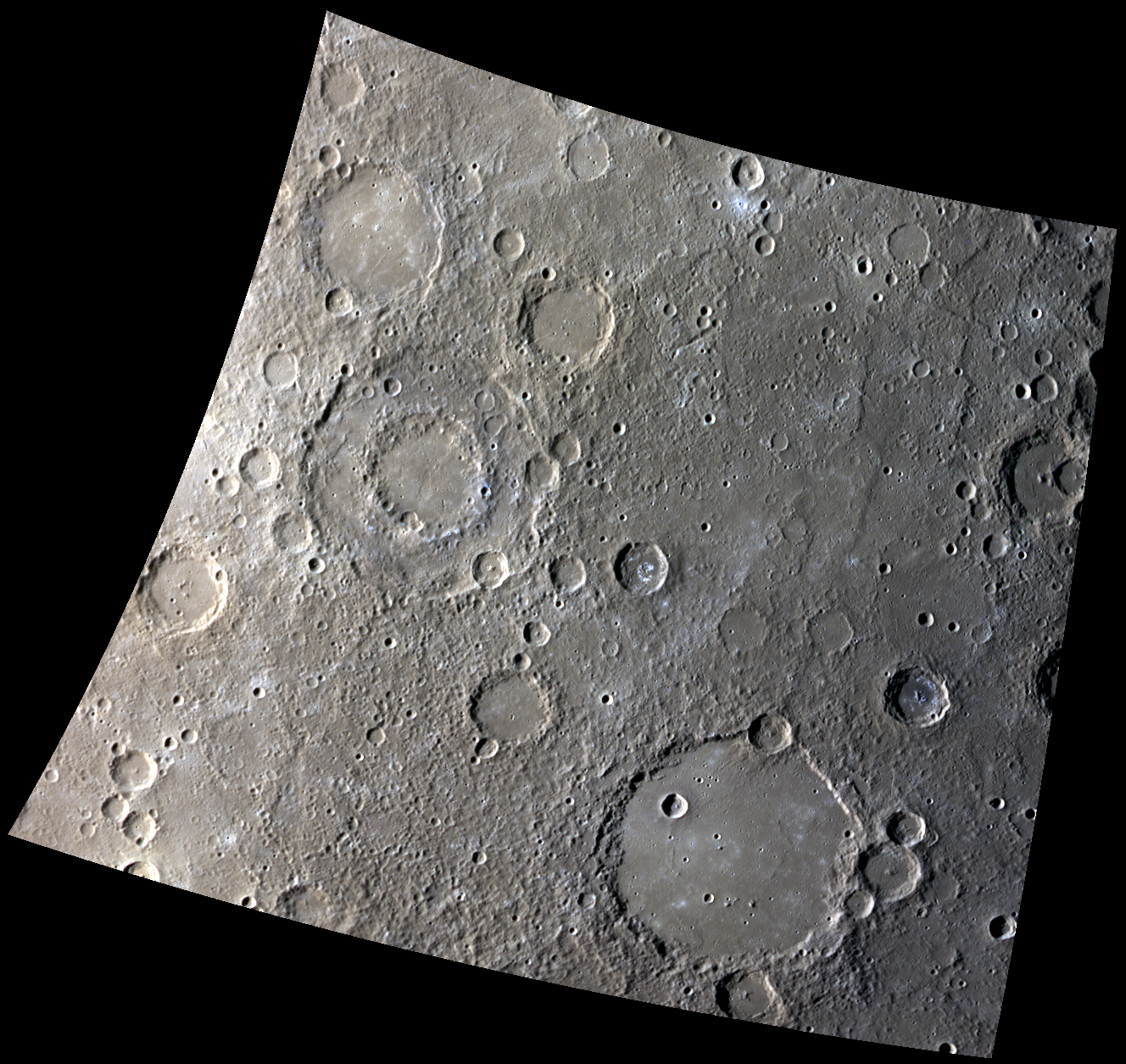
Mosaïque MESSENGER avec Schubert en bas à droite et Chekhov en haut à gauche.
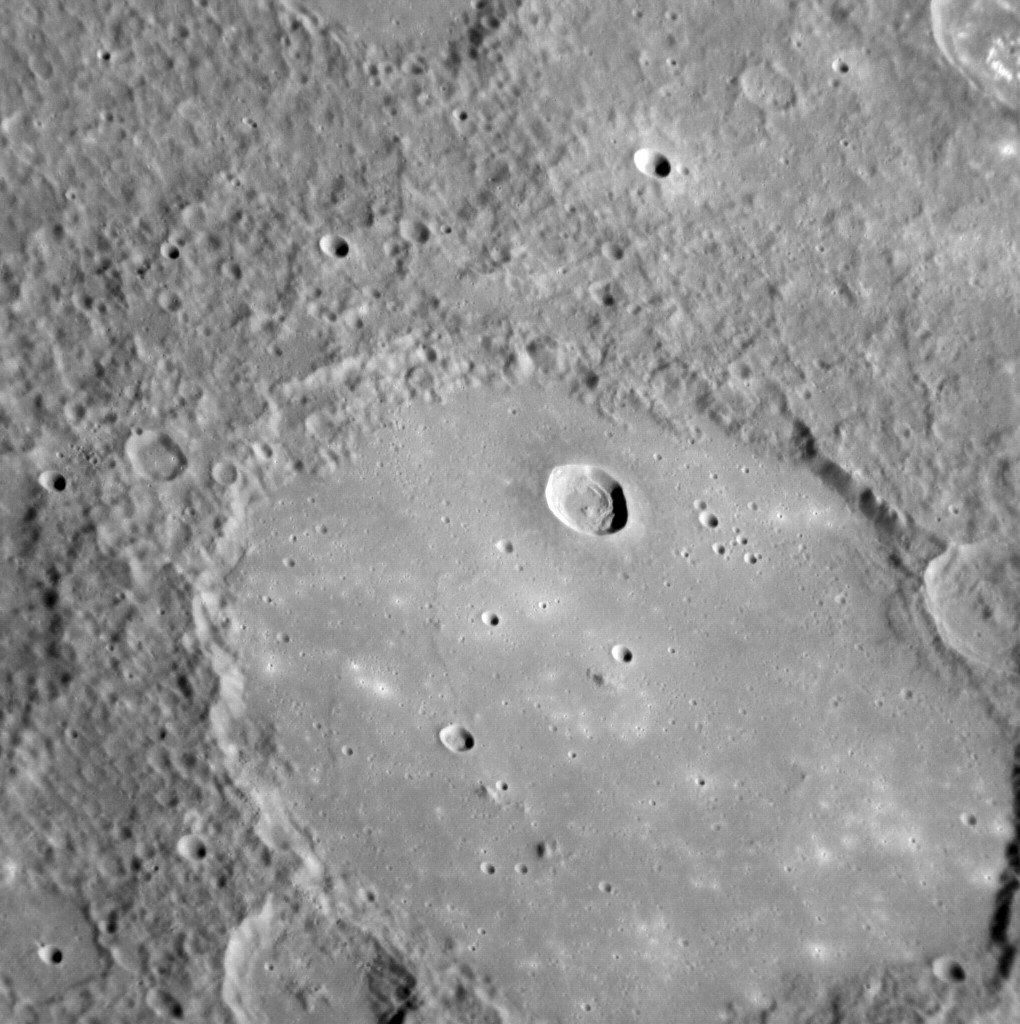
Image MESSENGER oblique.